# USS Miami (CL-89)
Pour les autres navires du même nom, voir USS Miami.
L'USS Miami (CL-89) est un croiseur léger de classe Cleveland entré en service dans l'United States Navy durant la Seconde Guerre mondiale.
Le Miami est mis sur cale aux chantiers navals de la William Cramp and Sons installés à Philadelphie (Pennsylvanie) le 2 août 1941. Il est lancé le 8 décembre 1942 et admis au service actif le 28 décembre 1943, sous le commandement du captain John G. Crawford. Le CL-89 est le second navire de l'US Navy à avoir porté le nom de cette ville de l'État de Floride.

## Historique

### Campagne des Mariannes, juin – octobre 1944

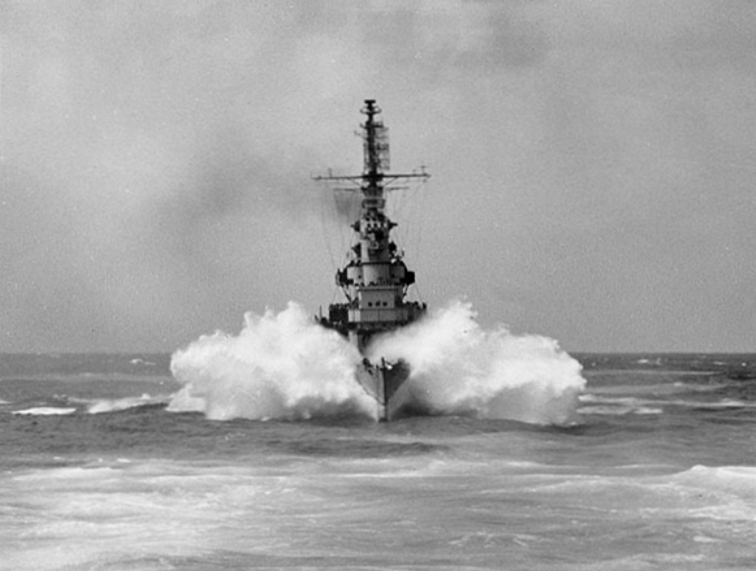
L'USS Miami lors de ses essais le 17 février 1944.

Après sa croisière de mise en condition dans les Caraïbes et un entrainement dans l'Atlantique, le croiseur appareille de Boston le 16 avril 1944 en compagnie de ses sisters-ships Vincennes et Houston, arrivant à Pearl Harbor le 6 mai après avoir transité par le canal de Panama et San Diego. Après plusieurs semaines d'entrainement dans les eaux hawaïennes, le croiseur intègre la force de porte-avions rapides pour les couvrir lors des raids menés durant la conquête des Mariannes, Saipan, Tinian, Rota, Guam, et Pagan étant les principales cibles des avions embarqués américains.
Il couvre ensuite les raids des porte-avions contre Iwo Jima et Haha-jima avant de faire une brève escale à Eniwetok pour un ravitaillement et un entretien. Les porte-avions protégés par le Miami frappent ensuite Peleliu et Angaur, dans les Palaos, puis les Philippines, avant de gagner Ulithi pour un second ravitaillement et entretien. Au cours de ces opérations, ses avions de reconnaissance ont sauvé à quatre reprises des pilotes américains qui avaient été abattus dans les eaux ennemies.
Il participa ensuite à la couverture antiaérienne des porte-avions frappant Okinawa du 10 au 14 octobre 1944. Alors que son groupe opérationnel était sous attaque aérienne dans la nuit du 12 au 13 octobre, les canons de Miami abattirent leur premier avion ennemi.

### Bataille du golfe de Leyte, octobre 1944
Après avoir fourni une couverture antiaérienne pour les porte-avions frappant Luçon le 18 octobre, le Miami prend part à la dernière grande bataille de la guerre du Pacifique, la bataille du golfe de Leyte. Il opère au sein du groupe de combat commandé par le contre-amiral Gerald F. Bogan, organisé autour des porte-avions d'escadre Intrepid, Hancock et Bunker Hill, et des porte-avions légers Cabot et Independence. Il participe ainsi à la bataille de la mer de Sibuyan où le cuirassé Musashi fut coulé et le croiseur lourd Myoko gravement endommagé, forçant les Japonais à se retirer,.
Le croiseur léger accompagne ensuite l'amiral Halsey dans la poursuite des navires japonais en retraite, laissant les forces amphibies « à la merci de l'ennemi » et menacées par la force centrale qui filait vers le détroit de San Bernardino. Les croiseurs, destroyers d'escorte et porte-avions d'escorte affrontèrent cuirassés et croiseurs lourds, subissant de lourdes pertes mais se montrant si hargneux que les Japonais se replièrent. Le Miami participa lui à la destruction du destroyer Nowaki.

### Opérations en Asie de l'Est et du Sud-Est, 1944 – 45
Après avoir passé le mois de novembre à couvrir les porte-avions appuyant la reconquête des Philippines, le Miami passa à travers le typhon Cobra. Au cours de la matinée, l'un de ses avions a été emporté et l'après-midi, sa coque a subi des dégâts structuraux limités.

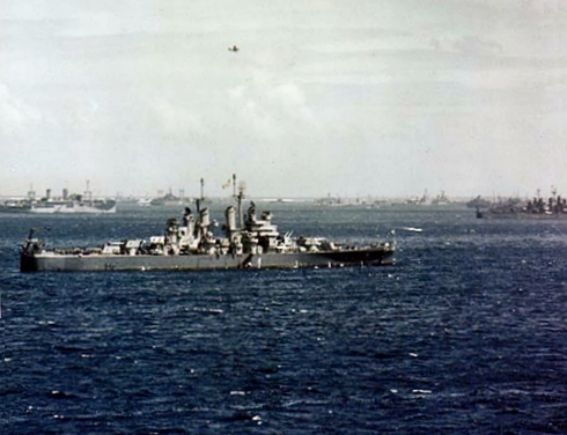
L'USS Miami se préparant pour l’invasion d’Okinawa en mars 1945. (Photo probablement prise à Ulithi depuis l').

En janvier 1945, il opère au sein de groupes de combat bombardant Formose, Luçon, l'Indochine française, le sud de la Chine, Hainan et Hong Kong. Le 21 janvier 1945, alors engagé dans un raid aérien contre Formose, le Miami a abattu un Mitsubishi A6M Zero. À partir du 1er février, le navire rejoint le Japon dans le cadre de frappes aériennes contre des cibles situées dans la région de Tokyo. À la mi-mars, le Miami commence ses opérations dans la région d'Okinawa, faisant face à de fréquentes oppositions aériennes ennemies jusqu'à la fin d'avril.
Le 10 mai 1945, il quitte Ulithi pour Pearl Harbor où il arrive le 17 mai, avant de gagner San Francisco qu'il atteint le 24 mai pour un carénage qui l'immobilisa jusqu'à la fin du conflit, puisqu'il n'est de retour à Pearl Harbor que le 25 août,.

### Après-guerre, 1945 – 47

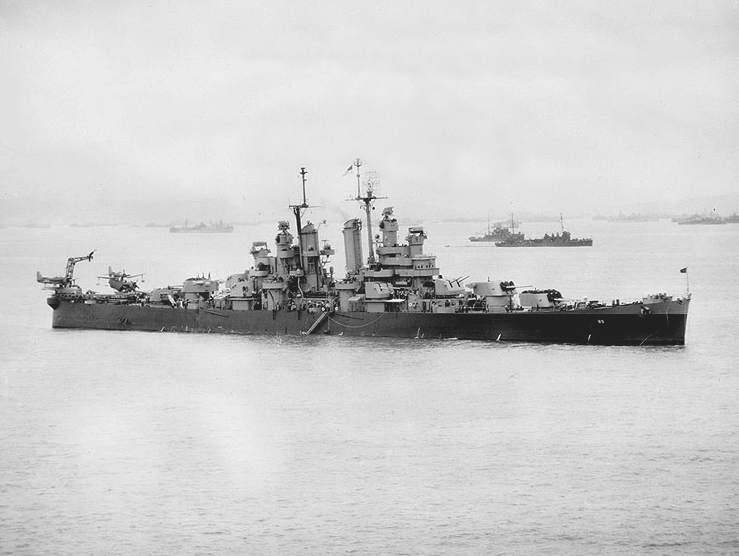
L'USS Miami à l'ancrage vers septembre 1945.

En septembre et octobre 1945, il opère dans l'archipel Ryukyu avant de gagner brièvement Yokosuka puis les Carolines, arrivant à Truk le 11 novembre 1945. Il quitte la zone le 25 novembre pour Long Beach qu'il atteint le 10 décembre 1945.
Désarmé et placé dans l'USN reserve fleets le 30 juin 1947, il ne sera jamais réarmé jusqu'à ce qu'il soit rayé du Naval Vessel Register le 1er septembre 1961 puis vendu pour démolition à la société Nicholai Joffe Corp. de Beverly Hills le 26 juillet 1962.

## Décorations
Le Miami a reçu six Battle stars pour son service pendant la Seconde Guerre mondiale.